# Janne Verbakel
Janne Verbakel (Boekel, 4 juni 2004) is een Nederlands voetbalster die uitkwam voor PEC Zwolle in de Eredivisie. In 2024 zette ze een punt achter haar carrière vanwegen fysieke redenen.

## Carrière
Janne Verbakel werd geboren in Boekel en speelde in haar jeugdjaren voor Boekel Sport en UDI'19. In 2018 stapte ze over naar de talentenpool van PSV. Verbakel speelde vier jaar voor Jong PSV waarin ze in 2022 kampioen werd in de eerste divisie. Hierdoor mocht Verbakel aantreden in de KNVB Beker in het seizoen 2022/23 waarin ze de halve finales wist te behalen.
In 2023 stapte Verbakel over naar PEC Zwolle. In Overijssel tekende ze een éénjarig contract.
In een uitwedstrijd tegen Excelsior op 17 november 2023 maakte Verbakel haar debuut in de Vrouwen Eredivisie door in de 66ste minuut in te vallen voor Bo van Egmond.
Het bleef voor Verbakel bij deze ene invalbeurt. Door aanhoudende knieproblemen moest ze noodgedwongen in 2024 een einde aan haar carrière maken. Ze zal zich daardoor volledig kunnen richten op haar studie biomedische wetenschappen.

## Carrièrestatistieken
| Seizoen         | Club            | Land            | Competitie                 | Competitie | Competitie | Beker | Beker | Internationaal | Internationaal | Overig | Overig | Totaal | Totaal |
| Seizoen         | Club            | Land            | Competitie                 | Wed.       | Dlp.       | Wed.  | Dlp.  | Wed.           | Dlp.           | Wed.   | Dlp.   | Wed.   | Dlp.   |
| --------------- | --------------- | --------------- | -------------------------- | ---------- | ---------- | ----- | ----- | -------------- | -------------- | ------ | ------ | ------ | ------ |
| 2022/23         | Jong PSV        | Nederland       | Vrouwen Beloftencompetitie | –          | –          | 3     | 1     | –              | –              | –      | –      | 3      | 1      |
| 2023/24         | PEC Zwolle      | Nederland       | Vrouwen Eredivisie         | 1          | 0          | 0     | 0     | –              | –              | 0      | 0      | 1      | 0      |
| Carrière totaal | Carrière totaal | Carrière totaal | Carrière totaal            | 1          | 0          | 3     | 1     | 0              | 0              | 0      | 0      | 4      | 1      |

## Interlandcarrière

### Nederland onder 16
Op 6 februari 2020 debuteerde Verbakel bij het Nederland –16 in een vriendschappelijke wedstrijd tegen België –16 (2–1).
| Interlands van Janne Verbakel | Interlands van Janne Verbakel | Interlands van Janne Verbakel | Interlands van Janne Verbakel | Interlands van Janne Verbakel | Interlands van Janne Verbakel |
| №                             | Datum                         | Wedstrijd                     | Uitslag                       | Soort wedstrijd               | Doelpunten                    |
| Als speelster bij PSV         | Als speelster bij PSV         | Als speelster bij PSV         | Als speelster bij PSV         | Als speelster bij PSV         | Als speelster bij PSV         |
| ----------------------------- | ----------------------------- | ----------------------------- | ----------------------------- | ----------------------------- | ----------------------------- |
| 1.                            | 6 februari 2020               | Nederland – België            | 2 – 1                         | Vriendschappelijk             | 0                             |
| 2.                            | 14 februari 2020              | Nederland – Portugal          | 1 – 0                         | Vriendschappelijk             | 0                             |
| 3.                            | 16 februari 2020              | Duitsland – Nederland         | 2 – 0                         | Vriendschappelijk             | 0                             |
| 4.                            | 19 februari 2020              | Nederland – Frankrijk         | 2 – 1                         | Vriendschappelijk             | 0                             |

### Nederland onder 15
Op 21 mei 2019 debuteerde Verbakel bij het Nederland –15 in een vriendschappelijke wedstrijd tegen België –15 (2–0).
| Interlands van Janne Verbakel | Interlands van Janne Verbakel | Interlands van Janne Verbakel | Interlands van Janne Verbakel | Interlands van Janne Verbakel | Interlands van Janne Verbakel |
| №                             | Datum                         | Wedstrijd                     | Uitslag                       | Soort wedstrijd               | Doelpunten                    |
| Als speelster bij PSV         | Als speelster bij PSV         | Als speelster bij PSV         | Als speelster bij PSV         | Als speelster bij PSV         | Als speelster bij PSV         |
| ----------------------------- | ----------------------------- | ----------------------------- | ----------------------------- | ----------------------------- | ----------------------------- |
| 1.                            | 21 mei 2019                   | Nederland – België            | 2 – 1                         | Vriendschappelijk             | 0                             |
| 2.                            | 23 mei 2019                   | Nederland – Duitsland         | 1 – 0                         | Vriendschappelijk             | 0                             |
| 3.                            | 14 juni 2019                  | Nederland – Verenigde Staten  | 2 – 2                         | Vriendschappelijk             | 0                             |